# 663-й зал Лувра
663-й зал Лувра (до 2018 года — 32-й зал коллекции Древней Греции) посвящён бронзовым изделиям Древней Греции.

## История зала

### Потолок Сая Твомбли
В 2010 году на потолке зала поместили картину Сая Твомбли «Потолок» (англ. The Ceiling).
Для первых макетов художник вдохновился выставленными в зале бронзовыми статуэтками и именами их авторов, которые Твомбли выписал в белые прямоугольники по периметру картины. В окончательной версии статуэтки заменены на цветные круги, представляющие, по мнению художника, греческие щиты, но которые также можно принять за планеты или монеты. Круги находятся на светлом небесно-голубом фоне.
Картина выполнена маслом по 11 холстам, собранным в единую картину непосредственно на потолке зала. Твомбли не сам рисовал картину — по его инструкциям её выполнили художники Жан де Сейн (фр. Jean de Seynes) и Лоран Блез (фр. Laurent Blaise).